# Castello di Bominaco
Das Castello di Bominaco ist die Ruine einer Höhenburg in der Fraktion Bominaco der  italienischen Gemeinde Caporciano in der Provinz L’Aquila.

## Geschichte
Das Castello di Bominaco wurde oberhalb des Komplexes der Kirche Santa Maria Assunta und des Klosters San Pellegrino in einer beherrschenden Lage über der Hochebene von Navelli errichtet.
Die ersten Gebäude gehen auf das 12. Jahrhundert zurück, aber die heutigen Bauwerke entstanden nach der Zerstörung der vorhergehenden Burg durch Braccio da Montone im Jahre 1424 und ihrem Wiederaufbau durch den Feudalherrn von Bominaco, Cipriano di Iacobuccio da Forfona, mit Erlaubnis des Papstes Martin V.

## Beschreibung
Die Einfriedungsmauer umschließt ein trapezförmiges Gelände und ist durch Türme mit quadratischem Grundriss unterbrochen. Der höchste Punkt der Einfriedung wird durch einen zylindrischen Turm mit einer stark geneigten Basis und einer vorspringenden Zinnenkrone geschützt.
Im Inneren der Einfriedung sind noch umfangreiche Spuren von Mauern früherer Gebäude erhalten.

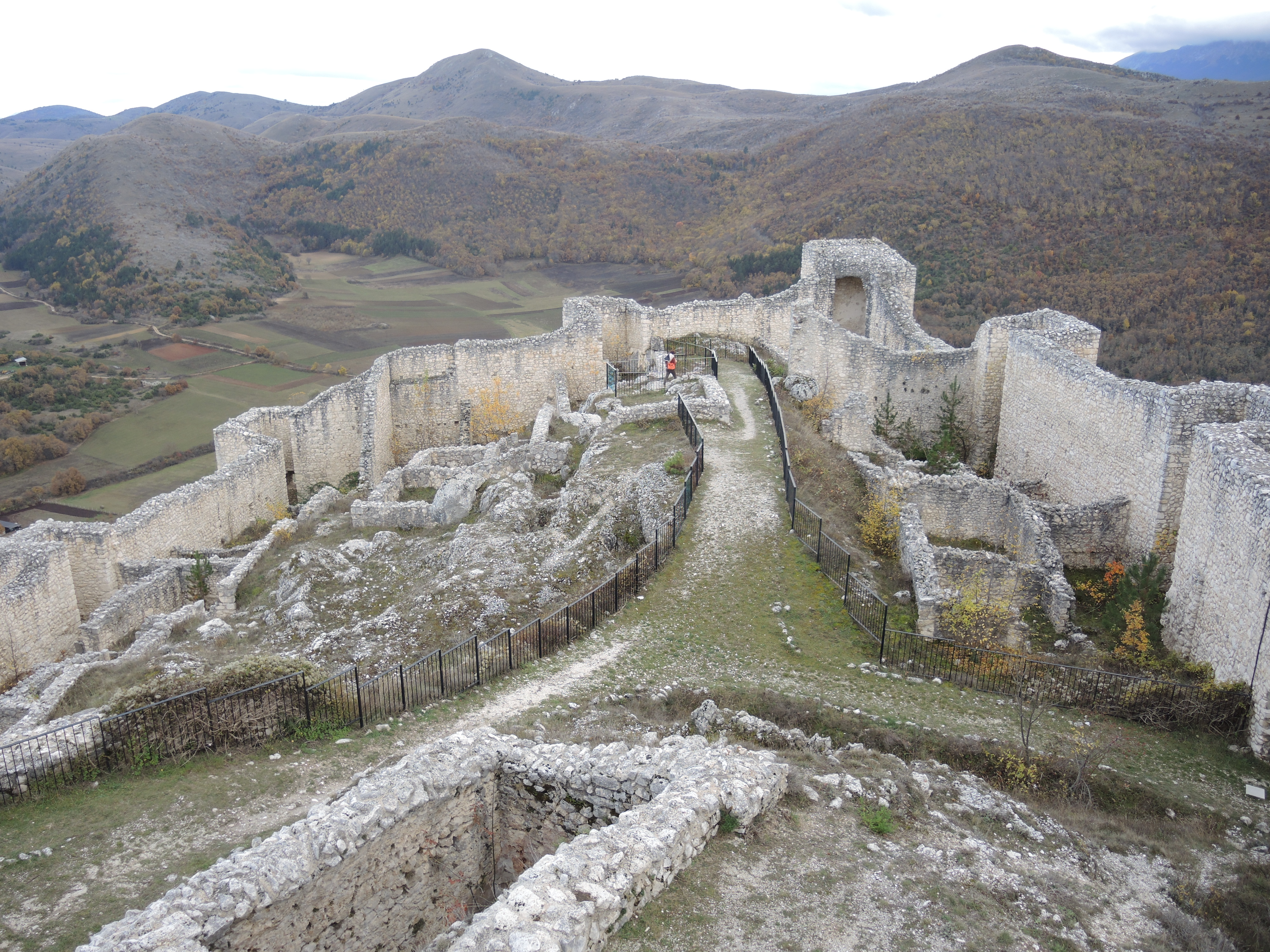
Im Inneren der Einfriedung